# 鳥取県高等学校の廃校一覧
鳥取県高等学校の廃校一覧（とっとりけんこうとうがっこうのはいこういちらん）とは、鳥取県の廃校となった高等学校の一覧。対象となるのは学制改革（1948年）以降に廃校となった高等学校と分校である。名称は廃校当時のもの。廃校時に属していた自治体が合併により消滅している場合は現行の自治体に含める。また、現在休校中の学校は公式には存続していることとなっているが、休校中の学校は事実上廃校となっている場合が多いため、便宜上本項に記載する。
小学校や中学校と異なり、生徒が在学中に在籍校が変更となることはほとんどなく、新設校が開校する年と旧校が閉校となる年は異なることが多い。また、統合した場合でも片方の高等学校が旧校の生徒が卒業するまで存続扱いとなる場合もある。
鳥取県の高校は統合・分離が頻繁に行われて複雑なので年表として紹介する。太字の高校は現存する。

## 公立高等学校

### 鳥取市
- 1949年、鳥取県立鳥取第一高等学校・鳥取県立鳥取第三高等学校・旧鳥取商業高校が統合し鳥取県立鳥取西高等学校へ[1]、鳥取県立鳥取第二高等学校・旧鳥取工業高校[2]・鳥取県立鳥取実業高等学校湖山校舎・同校美和分校が統合し鳥取県立鳥取東高等学校となる[3]。
- 1951年、湖山校舎・美和分校が鳥取東高等学校から分離し旧青谷高等学校本校・同校鹿野分校と統合し鳥取県立気高高等学校となる。
- 1953年、気高高等学校が鳥取県立鳥取農業高等学校と鳥取県立青谷高等学校へ分離する。鳥取東高等学校から鳥取県立鳥取工業高等学校が独立[2]。
- 1957年、鳥取西高等学校から鳥取県立鳥取商業高等学校が独立[4]。
- 1979年、鳥取農業高等学校鹿野分校が廃校。
- 2001年、鳥取県立鳥取西工業高等学校・鳥取農業高等学校・鳥取西高校家庭学科が統合し鳥取県立鳥取湖陵高等学校となる[注釈 1]。
- 2003年、鳥取湖陵高校農業校舎（旧鳥取農業高等学校）・東町校舎（旧鳥取西高校家庭学科）が廃止。
- 2004年、鳥取湖陵高校・鳥取西高校両校の定時制課程が鳥取県立鳥取緑風高等学校となる[注釈 2]。
- 2006年、鳥取湖陵高校美和分校が廃校[5]。

### 米子市
- 1949年、鳥取県立米子第一高等学校（勝田校舎）・鳥取県立米子実業高等学校（長砂校舎）・鳥取県立法勝寺実業高等学校（法勝寺校舎）が統合し鳥取県立米子東高等学校へ、鳥取県立米子第二高等学校・旧米子工業高校が統合し鳥取県立米子西高等学校となる[6]。
- 1953年4月、米子西高校から鳥取県立米子工業高等学校が独立。米子東高校から長砂校舎・法勝寺校舎・余子校舎（1959年に境港分校となる）が独立し旧米子南高校となる[7]が、同年11月に法勝寺校舎が再独立し鳥取県立法勝寺農業高等学校となる。
- 1970年、米子南高校が鳥取県立米子南商業高等学校へ改称し農業学科を分離、鳥取県立養良農業高等学校と米子南高校農業学科が統合し鳥取県立西部農業高等学校となる[7]。
- 1973年、鳥取県立法勝寺高等学校（1963年に法勝寺農業高校から改称）と米子市立米子高等学校（1959年私立から移管）が統合し鳥取県立米子高等学校となり、両校の校舎は1974年12月20日まで使用される[8]。
- 1979年、米子南商業高校境港分校が廃校[7]。
- 2001年、米子南商業高校・鳥取県立淀江産業技術高等学校（1990年に西部農業高等学校から改称）・米子西高等学校生活文化科が統合し鳥取県立米子南高等学校となる[注釈 3]。
- 2003年、米子南高校淀江校舎（旧淀江産業技術高等学校）が廃止[注釈 4]。

### 倉吉市
- 1949年、鳥取県立倉吉第一高等学校（東校舎）・鳥取県立倉吉第二高等学校（西校舎）・鳥取県立倉吉実業高等学校が統合し鳥取県立倉吉高等学校となる[10][11]。
- 1953年、倉吉高等学校が鳥取県立倉吉東高等学校（東校舎）[10]と鳥取県立倉吉西高等学校（西校舎）[11]に分離。
- 1962年、倉吉東高等学校から鳥取県立倉吉工業高等学校が独立。[注釈 5]
- 2003年、倉吉工業高等学校・鳥取県立倉吉産業高等学校が統合し、鳥取県立倉吉総合産業高等学校となる[注釈 6]。
- 2005年、倉吉工業高等学校・倉吉産業高等学校が閉校。

### 境港市
- 1949年、鳥取県立境第一高等学校・鳥取県立境第二高等学校・鳥取県立余子水産高等学校が統合し鳥取県立境高等学校となる[13]。
- 1953年11月、境高等学校から鳥取県立境水産高等学校が独立[13]。
- 1979年、鳥取県立米子南商業高等学校境港分校が閉校[14]。
- 2003年、鳥取県立境港工業高等学校・境水産高等学校・境高等学校家庭学科が統合し鳥取県立境港総合技術高等学校となる[注釈 7]。
- 2005年、境港工業高等学校・境水産高等学校が閉校。

### 岩美郡
- 1951年、鳥取県立岩美実業高等学校・鳥取県立邑美実業高等学校[3]が鳥取市の鳥取東高等学校へ統合される。

### 東伯郡
- 1948年、鳥取県育英高等学校が鳥取県立東伯高等学校へ改称し、鳥取県立由良高等学校・鳥取県立河北実業高等学校を統合[15]。
- 1951年、東伯高等学校が由良育英高等学校へ改称し、旧河北実業高等学校を分離し、育英高等学校と統合[15]。
- 1958年、由良育英高等学校八橋分校および赤碕分校が東伯実業高等学校となる[15]。
- 1965年、鳥取県立倉吉農業高等学校三朝分校（本校は倉吉市）が廃校[16]。
- 2003年、鳥取県立由良育英高等学校・鳥取県立赤碕高等学校が統合し鳥取県立鳥取中央育英高等学校となる[17]。
- 2005年、由良育英高等学校[15]・赤碕高等学校[18]が閉校。

### 日野郡
- 2000年、鳥取県立日野産業高等学校・鳥取県立根雨高等学校が統合し、鳥取県立日野高等学校となる[19]。

## 私立高等学校

### 鳥取市
- 1968年、鳥取経理学園鳥取北高等学校が廃校。[注釈 8]
- 1976年、津田学院津田短期大学附属高等学校が廃校[注釈 9]。